# Andrichsfurt
Andrichsfurt è un comune austriaco di 749 abitanti nel distretto di Ried im Innkreis, in Alta Austria.